# Kim Peyton
Kim Peyton (n. 26 ianuarie 1957, Hood River⁠(d), Oregon, SUA – d. 13 decembrie 1986, Stanford, Comitatul Santa Clara, California, SUA) a fost o înotătoare americană, medaliată olimpică. A participat la 2 ediții ale Jocurilor Olimpice (1972, 1976) în care a câștigat două medalii de aur.